# クリストファー・ダンチ
クリストファー・ダニエル・ダンチ（Christopher Daniel Duntsch, 1971年4月3日 - ） は、アメリカの元脳神経外科医であり、ダラス・フォートワース複合都市圏の病院勤務中での33件の脳神経外科手術における重過失で31人の患者に障害を残し2人の死を招いたことでDr.Death（死の医師）との別名がつけられている。彼は2年足らずの期間で38人中33人に障害を負わせた件で訴追を受けた。この実績は病院管理者や州検察がにわかには信じがたいと感じるものであったが、テキサス州医療委員会により免許がはく奪されるまでこの間実務に従事し刑事訴追を回避していた。2017年、ダンチは患者の内の1人に障害を負わせた件で有罪となり、終身刑を宣告された。

## 生い立ち
クリストファー・ダンチはモンタナ州で生まれたのち、テネシー州メンフィスで若年期を過ごした。父ドナルドは理学療法士でまたキリスト教宣教師であり、母スーザンは学校教師であった。4人の子の中で年長であり、弟であるネイサンとマット、妹であるリズがいる。ダンチはテネシー州コルドバにある福音派のキリスト教学校エヴァンジェリカル・クリスチャン・スクールを卒業した。在学中はアメリカンフットボール選手であった。 
ダンチは最初NCAAディビジョン3のカレッジフットボール選手となるためにミルサップス大学に在籍したが、ディビジョン1のコロラド州立大学に転籍した。当時のチームメイトが振り返るには、ダンチは練習熱心だったが試合ではさほど優秀な選手ではなかった。ダンチは最終的に実家に戻りメンフィス州立大学（現在のメンフィス大学）に在籍した。

## 医学訓練
フットボールに見切りをつけたのち、ダンチは医学の道に進んだ。彼は1995年に学士となり、その後野心的なMD-PhDプログラムに進んだ。2010年、ダンチはテネシー大学ヘルスサイエンスセンターで脳神経外科研修医を務めてMD-PhDを修め、その後メンフィスのセメス・マーフィークリニックで脊椎のフェローシッププログラムを受け。。
ダンチが研修医の期間中に従事した手術は200件未満だった。一般的な脳神経外科の研修医は1,000件以上に従事する。彼は研修医4年目にはコカインを摂取しその影響が残る中で手術に参加した疑惑を受け、機能不全の医師が受けるプログラムに送られた。数か月プログラムを受けたのち、研修医に復帰した。何人かのダンチの友人はダンチがドラッグを摂取した翌朝に仕事に向かう姿を目撃しており、そのうちの1人は自身が行う手術にダンチを決してたち合わせなかった。
メンフィスのストリップクラブに足しげく通う中で、ダンチはダンサーのウェンディ・レニー・ヤングの注目を引いた。2011年、ヤングはクラブで、「他の女がダンチを取り巻いている」ことに気づいてダンチに近づき、そこで彼が医者であることに気づいたため、「彼なら金づるになる」と判断した。ヤングはまもなくダンチと同棲するようになった。彼らは二人の男児をもうけたが、2014年9月第二子の出産直前に別れた。

## 経歴
キャリアの初期では、ダンチはPhDとしての活動に重点的に従事した。彼の名はいくつかの論文、特許の筆者となり、複数のバイオテクノロジースタートアップにも参加した。しかしヤングに会ったころまでには、ダンチは50万ドルの債務を背負っていた。より稼げるものと考えて、彼は脳神経外科に転向した。ダンチはテキサス州ダラスに拠点を移す際、ヤングがダラスで育ったことを知っていたダンチは、ヤングを説得して共に転居した。 
ダンチは紙の上ではとても優れているように見えた。彼は医学校・研修医・フェローシップで15年訓練を重ねていて、履歴書は12枚の紙がびっちりと埋まるように書かれていた。ダンチはさらにセントジュード小児研究病院から優等生(magna cum laude)として卒業し微生物学の博士号を授与されたと主張していた。（ただしそのための講義は、彼の主張する在籍期間中には開講していなかった）。ダンチはまもなく、プレイノにあるベイラー地域医療センター（現在のベイラースコット＆ホワイトメディカルセンター・プレイノ）に低侵襲による脊椎外科手術医として仕事を得た。年60万ドルの給与と別途ボーナスがある地位であった。

### ベイラー・プレイノにて
ベイラー・プレイノでの在職期間の早い段階で、ダンチは同僚の外科医からの評価が悪かった。ベテランの血管外科医であるランダル・カービーによれば、ダンチはこの領域では新人であるにもかかわらず自身の能力を頻繁に自慢していた。また、ダンチの手術室における技量は望ましからざるもので、「メスをふるうことができない」とカービーに評されている。
ベイラー・プレイノにおける外科手術ではダンチは数件の深刻な障害を患者に残した。
- ケネス・フェンネルは、ベイラー・プレイノでダンチが初めて手術を受け持った患者だったが、ダンチにより背中の間違った個所を手術された結果、慢性的な疼痛を患うことになった。フェンネルは緩和のためにダンチから2度目の手術を受けたが、足に麻痺が生じた。フェンネルはリハビリに数か月を要してようやく杖を使った歩行ができるようになったが、30フィート以上歩くことも数分以上立つこともできなくなった。[18]

- コリン郡の医学研究者であるリー・パスモアが慢性的な疼痛と動作の制約を受けることとなったのは、ダンチによる手術にて、関係がない靭帯を切断され、脊椎に埋め込む器具を間違った位置につけられ、その器具を固定するために使うネジを不正確な位置に使い、そのネジ山を削ってしまい除去不能になったためであった。たとえダンチが山を削らなかったとしても、そのネジの位置では取り除こうとすると多量の出血を伴う状況であった。手術の助手であった血管外科医のマーク・ホイルは、ダンチは多量の出血に無関心だったように見えたとのちに証言している。ダンチの行動にひどく動揺したホイルは、あるタイミングでダンチを物理的に拘束し、そして面と向かって「おまえは危険人物だ」と伝えた。あまりの行為だったためホイルはダンチが正気であるか疑った[19][10][20][8]。

- プール管理業者のオーナーであるバリー・モルグロフは、ダンチが背中から損傷した椎間板を鉗子を使って引き抜こうとしたため脊柱管に骨の破片がちらばることとなった。ダンチは当初モルグロフに鎮痛剤を与えず、彼のことを「薬物中毒者」と主張した。モルグロフは最終的に左半身のほとんどの機能を失い、車いす生活を余儀なくされた[10]。手術の助手を務めていたカービーがダンチに正確な解剖学的位置を指示した後でさえも、ダンチはミスを重ねた。モルグロフは、術後診察に訪れたダンチが明らかにアルコール中毒の症状を見せていたため、彼の元を離れた[8]。

- ダンチの以前からの友人であるジェリー・サマーズは、脊椎固定術（英語版）を受けるためベイラー・プレイノを訪れた。ダンチは椎間板の摘出に失敗し、サマーズを四肢麻痺にした。二度目の手術で、大量のゲルを使って隙間を埋めようとし、脊髄を圧迫することになった。手術に立ち会った麻酔科医によると、サマーズは1,200ミリリットル近い血液を失った。これは総血液量の約5分の1、脊椎固定術での通常の出血量の約24倍に相当する。看護師や他のスタッフはサマーズの再手術が必要と考えていたが、ダンチは拒否した。サマーズは、手術前日の夜に二人でコカインを服用していたと主張し始めた。ダンチはドラッグテストで陰性だったが、ベイラー・プレイノ上層部の注意をひき、ピアレビューのためにダンチに休暇を強制的に取らせた。ダンチの休暇が明けたのちもレビューは進行中で、ダンチには依然手術を始める許可があったが、病院はレビューが完了するまでは彼に小手術のみを行うよう要求した。サマーズはのちにコカインの件は嘘だと認め、ダンチがサマーズの診察を拒否したことに動揺し嘘をついたと発言した[10][21][5][20][8]。サマーズは四肢麻痺のまま2021年に手術の合併症に関連する感染症で死去した[22][23]。

- ケリー・マーティンはありふれた背中の手術を受けていたが、ダンチが脊髄を突き刺し動脈を損傷させた。大量出血の明らかな兆候があるにも関わらず、外傷外科医と麻酔科医の警告を無視しダンチは手術を続けた。ダンチは一切の非を認めず、ICUチームによるマーティン救命の試みを遅らせた。麻酔から目覚めたマーティンが絶叫し足をひっかきつづけたため、ICUチームは彼女に再度麻酔をかけた。ダンチはICUの待合室にとどまり、患者のそばに立ち会わず記録をつけていた。それはマーティンが失血による心停止に至った後もだった。マーティンは最終的に失血死した[5][24][8]。

ベイラー・プレイノは求められる治療の基準を満たしていないとしてダンチから外科手術の権限をはく奪した。病院は別のピアレビューを行うところだったが、ダンチは指名解雇に直面するより辞職を選択した。病院は不当解雇の訴訟を争うことや敗訴となった場合のコストを避けるべく、ダンチの弁護士と合意にいたった。それは彼に問題がないことを認めた書状を病院から発行した上でダンチが自発的に辞職するということだった。
もし辞職でなく解雇であれば、ベイラー・プレイノ病院は、彼を全米医師データバンク（NPDB）に報告する義務が課せられていたはずだった。このデータバンクは問題のある医師について注意を促すためにある。

### ダラスメディカルセンターにて
ダンチはファーマーズブランチにあるダラスメディカルセンターに移り、病院がベイラー・プレイノ病院から彼の記録を取得するまでの期限つきで一時的な権限を得た。問題の兆候は早くも現れていて、看護師が彼に電話での呼び出しを行った際のやりとりで彼が薬物の影響下にあるのではと疑った。また別の例では、ダンチはボロボロのスクラブを3日連続で着用して勤務していた。彼は1週間足らずで病院から権限を剥奪され追い出された。手術を受けたフレーラ・ブラウンが死亡し、マリー・エフォードに障害が生じたためであった。
ダンチはブラウンの椎骨動脈に損傷を与え、大量の出血が生じているのにもかかわらず手術の中断を拒否した。彼は出血を止めようとして物質を過剰に詰め込んだ。結果としてブラウンは脳卒中を起こした。ダンチは数時間病院からの連絡に応答せず、それでいて次の日にはブラウンへの対応を行わずエフォードへの緊急を要しない待機的手術を予定していた。
ダンチはエフォードの手術を延期しないとしたため病院は憤慨し、彼にブラウンへの対応をするかそうでなければ彼がブラウンの担当から外れることを重ねて要求した。ダンチは血圧軽減を目的としたブラウンに対する開頭手術を行うことを提案したが病院は却下した。彼はもともと脳手術のために雇用されたのではないのでそれをする権限はなく、また病院にそのような手術をする設備も人員もなかった。ブラウンが昏睡状態に陥って数時間経ってからダンチは渋々彼女の担当を離れたが、ブラウンは脳死判定を受けた。
エフォードへの脊椎固定術では、ダンチは彼女の背中の間違った箇所に手術を行った上、神経根の1つを損傷させ、ネジを別の神経に巻き込み、脊椎の逆の箇所にネジ穴を開け、意図した椎間板の摘出に失敗し、筋組織の間に手術器具を触れたときに動いてしまうほど緩い形で置き去りにした。手術が正しく進行しておらずネジを骨ではなく筋肉に配置するように促す警告を同僚から複数回に渡り受けたが、ダンチは無視して続行した。エフォードは麻痺状態に陥った。目覚めたときに、1から10の段階で例えるなら「10以上」に相当する「耐え難い痛み」を受けた。エフォードの手術に立ち会った人物は、ダンチの瞳孔が散大しているのを見てダンチが酩酊しているかもしれないと疑った。
経験ある脊椎外科医のロバート・ヘンダーソンがエフォードの機能回復手術を担当した。ダンチによる手術画像を見て、彼は法的問題になることを直感し自身の回復手術を記録することを決めた。ヘンダーソンは、エフォードの体を切開して見た体内の状態を、子どもが積み木だとか組み立て式のおもちゃで遊んだ後に例えた。彼はダンチの手術は「暴行」であるとし、回復手術がうまくいかなかった場合、エフォードは寝たきりとなるだろうと結論付けた。
ヘンダーソンは、エフォードに対するダメージを見てダンチが経歴詐称をしていると疑った。彼はエフォードが受けた類の手術をここまでひどく失敗させる外科医がいることを信じることができなかった。彼の見解では、人体構造に基本的な知識がある人物ならダンチがエフォードの背中の間違った箇所を手術していることに気づくとした。ヘンダーソンは、ダンチの写真をテネシー大学ヘルスサイエンスセンターに送り学位を受けているかどうかを問い合わせ、そうであるとの返答を受けた。ヘンダーソンは、ダンチのメンフィスにおけるフェローシップ時代の指導医と研修医時代の指導医に電話した。まさにそのときにヘンダーソンはダンチが素行不良の医師に対するプログラムを受けていたことを知った。
ダラスメディカルセンターでの2件の手術が破滅的に誤った結末に至ったのにもかかわらず、病院はNPDBには報告しなかった。当時は、一時的な権限を与えられた医師の問題を報告する義務がなかった。

### その他の病院にて
ダラスメディカルセンターを追い出された後、ダンチはダラスのサウスハンプトンコミュニティ病院で権限を得て、フリスコにあるレガシーサージェリーセンターという名前の外来専門のクリニック（現在のフリスコ救急外科センター）に配属された。そこでジェフ・チェニーの脊髄に損傷を与え、チェニーは右半身の感覚を失った。さらにフィリップ・メイフィールドの脊髄にドリルで損傷を与え、メイフィールドは首から下が部分的に麻痺することになった。リハビリの結果、メイフィールドは杖をついて歩けるまでは回復したが、右半身と左腕に麻痺が残った。その他、体中にビリビリとした電撃痛を感じると訴えた。メイフィールドは2021年2月にCOVID-19に感染し死去したが、妻によればダンチの手術による後遺症でウィルスに対して脆弱な状態が続いていた。 
マーシャル・「テックス」・ミューズの背中にある患部の椎間板を摘出しようとして、ダンチは脊椎と筋組織の間に手術器具を固定せずに置いた。
ミューズは目覚めると激しい痛みを感じたが、ダンチは彼にそれはよくあることだと説明した。ダンチはミューズに鎮痛剤のパーコセット（オピオイド系）を処方したが、あまりにも処方量が多かったため薬剤師が処方箋に従って調剤することを拒否した。薬剤師はダンチがミューズを殺そうとしていると恐怖した。ミューズはオピオイド中毒になり、その結果仕事を失い妻と離婚した。彼によると、手術前日にケリー・マーティンの死に関する記事を読んでおり、この件をダンチに尋ねたが、ダンチからは罵倒が返ってきた。 
ジャクリーン・トロイへの手術中に、ダンチは声帯・呼吸器・動脈に損傷を与えた。トロイの発声能力は大幅に損なわれて囁き声を出すのが精一杯となり、数週間鎮静状態に置かれたうえで、食事が肺に入ることを防ぐために経管で栄養補給を受けることがあった。これらの事例にもかかわらず、病院が買収されユニバーシティジェネラルホスピタルに改名された後も継続して雇用された。 
ダンチがダラスのメソジスト病院に権限を申請したとき、病院はNPDBに問い合わせた。
まもなく、ダンチはジェフ・グライドウェルへのありふれた頚椎固定手術中に首の筋肉の一部を腫瘍と取り違え、声帯の１つを損傷させ、食道に穴を開け、動脈に損傷を与えてグライドウェルに深刻な障害を残した。ダンチは出血を抑えるために喉に手術用のガーゼを詰めた。このガーゼは取り除く必要があり手術に立ち会ったスタッフからもその警告を受けたにもかかわらず、ガーゼをその場所に残置して手術を終えた。ガーゼは血液由来の深刻な感染症を引き起こすことになり、グライドウェルは敗血症になった。他の医師がガーゼを発見したが、ダンチは除去の補助をすることを拒絶した。 
数日後、前述のカービー医師がグライドウェルの再手術を執刀したが、グライドウェルの背中を切開して見た体内の状態を、「狂気の沙汰」に例えた。カービーはグライドウェルに対し、ダンチがグライドウェルを殺そうとしていることは明らかだと伝えた。グライドウェルは声帯が1つだけとなり、食道に恒久的な損傷を負い、左半身に部分的な麻痺が残った。カービーは、まるでダンチはグライドウェルの斬首を試みていたとしか思えず、ここまでひどい手術の失敗は「アメリカ合衆国の歴史で一度もないこと」と強く主張した。グライドウェルは数年後の時点でも手術による悪影響を受けていて、損傷の回復手術を50回以上受けていると伝えられていた。ある時点では、彼は細かく砕いた食品しか食べられなかった。これがダンチの最後の執刀となった。ユニバーシティジェネラルホスピタルは直ちにダンチを追放した。

## 医師免許剥奪
カービーはテキサス州医療委員会に詳細を添えて苦情申し立てを行い、その中でダンチを「テキサスの市民に対する、今そこにいる危険人物」となっている「ソシオパス」であるとみなした。カービーとヘンダーソンによる積極的なロビー活動により、委員会はダンチの免許を2013年6月26日付けで一時的に停止した。審議の主任調査官によると、それまでの10ヶ月に及ぶ調査の進行中にもダンチの免許を停止したかったが、委員会付きの弁護士が難色を示したために叶わなかった。委員会のチェアマンであるアーウィン・ザイトラーによると、委員の多数が、ダンチの結果を見てここまで無能な外科医がいるということや、2013年6月になるまでダンチの免許停止の理由たりえる「規則性がある患者の負傷の繰り返し」が見逃されたことに信じがたい様子であったと言う。
ザイトラーは脳神経外科手術における合併症は素人が思うよりかはありふれた事象であると主張した。しかし、この審議で委員会の諮問に応じた熟練の脳神経外科医であるマーティン・レイザー医師は、ダンチの仕事をかなり手厳しく批判した。
レイザーは特にダンチがマーティンの手術で多量の出血の兆候を見逃したことに激怒していて、「それがわからないのなら脳神経外科医ではない」とした。委員会は2013年12月6日付けでダンチの免許を剥奪した。
ダンチはコロラド州デンバーに移住したが、人生は転落の一途を辿った。彼は100万ドルの負債を抱えて自己破産した。デンバーで酩酊運転（DUI）の罪で逮捕された。子どもへの面会に訪れたダラスで奇行に走って拘束され精神鑑定を受けさせられた。その後ダラスで万引きをして逮捕された。

## 民事訴訟
2014年3月、ダンチの元患者、マリー・エフォード、ケネス・フェンネル、リー・パスモアの3人がベイラー・プレイノに連邦裁判所へそれぞれ別の訴訟を起こした。この訴訟は、病院が危険な医師だと知りながらダンチに手術をさせた責任を追及していた。当時のテキサス州の司法長官（のち州知事）のグレッグ・アボットは、医療事故に対する損害賠償を25万ドルに制限し、悪意の法的な定義から「重過失」という単語を外した2003年制定のテキサス州の規則に則り、ベイラー・プレイノを弁護するために訴訟に介入した。訴状では、ベイラー・プレイノがダンチの脊椎手術1回ごとに平均して6万5000ドルの純利益を得ていたと主張されていた。

## 捜査
ヘンダーソンとカービーは、ダンチが別の州に移り住みそこで医師免許を取得することが理論上可能であることを懸念していた。彼らはダンチが今そこにいる危険人物であると確信し、ダラス郡検察局に刑事訴追を促した。捜査は2015年まで進展がなく、その時点で課される可能性がある罪状すべての訴追時効が迫っていた。問題となっていたのは、ダンチの行為がテキサス州法で定義されるところの、作為があったかを証明できるかという点であった。複数の患者や遺族への聴取ののち、検察官はダンチの行為はまさに犯罪的であり、また彼が再度医療に従事しないようにするには刑罰を科すしかないと結論付けた。 
捜査の中で、検察官は2011年12月にダンチが送信したメールの中で、ダンチが以下のように自慢していることを発見した。
（自分には）愛だとか親切心だとか善性だとか忍耐だとかその他自分を構成するあらゆるものを一纏めにして捨ててしまって、冷血な殺人犯になる用意があるんだよ
（原文：... ready to leave the love and kindness and goodness and patience that I mix with everything else that I am and become a cold-blooded killer.）

ヘンダーソン、カービー、レイザーは、ダンチの事件の捜査主任であった検事補のミシェル・シュガートにコンタクトを取りダンチが有罪であるという証言をする用意があると伝えた。シュガートによれば、医師が別の医師に対して有罪の証言をするというのはほとんど前例がないことだった。テキサス州・郡法曹協会の会誌であるThe Texas Prosecutorの記事によると、シュガートとそのチームメンバーがこの訴追に関するプレゼンをしたときに、冒頭で上司たちから訴追ができるかどうか懐疑的な見方を示されたが、チームはその見方が「外科医たるものがこのような行動をするはずがない」という強い固定観念によるものと見抜いた。チームによれば、説明が進むにつれダンチの行為の「恐ろしい繰り返し」が検察局の他のメンバーにも明らかになると、大陪審に事件を持っていく許可が降りた。

## 逮捕・起訴
ダンチの医師免許が剥奪されてから1年と半年が経過した2015年7月、ダンチはダラスにて逮捕され、6件の凶器を用いた加重暴行についての重罪と、5件の深刻な肉体的損傷を引き起こした加重暴行罪、1件の老人に対する傷害について訴追された。起訴が行われたのは訴追時効が切れる5ヶ月前のことだった。 
最後の起訴項目はエフォードを麻痺に陥らせた件である。検察官はこの事件を最重要視していた。それは課される可能性がある刑罰の幅が最も広く、有罪となった場合ダンチが最大で終身刑になる可能性があったためである。また、法廷で有罪の立証をしやすい事件でもあった。それはダンチが手術中に繰り返し器材の配置を誤っていると伝えられていることや、エフォードのX線写真でも器材の配置が間違っていることが証明できるためであった。検察官はダンチが再度医療に従事できないような長さの刑罰を求めた。同じ理由から、検察官はエフォードの事件を最初に審理する選択をした。ダンチは2017年に公判が開かれるまでの2年間、ダラス郡留置所に拘束された。その間にダンチはほぼ無一文になったため公選弁護人が選出された。
シュガートは、ダンチは手法を改めない限り他者に傷害を追わせるだろうということを知っているべきだったし、彼が過去の失敗から学ばなかったことが、エフォードへの傷害が作為的なものであったことを示していると主張した。検察官はまた、ダンチの雇用主が報告を怠ったことを非難した。動機として、ダンチは神経外科医としての高給があれば彼が直面している借金を返せると考えたために手術の場に立ち続けたと主張した。
ダンチの弁護士からの反対意見の後、検察官は多くの患者を喚問しダンチの行為が作為的であることを証言させた。弁護士は、検察官が陪審に手術室における多くの失敗を説明するまで、ダンチは自分自身の外科医としての能力がひどいことを自覚していなかったと主張した。また、監督が不足していたこととと貧弱なトレーニングをされたことについて病院を非難した。シュガートはこれに対する反論として最初の手術が失敗に終わった後に送られた2011年のメールを出し、ダンチが自分自身の行為が作為的であると自覚していたことを証明した。
13日間におよぶ審理の後、陪審は4時間足らずでエフォードに対する傷害でダンチに有罪評決を下した。2017年2月20日、ダンチは終身刑を宣告された。2018年12月10日、テキサス州控訴裁判所は2-1の多数決でダンチの有罪を支持した。2019年5月8日、テキサス州刑事上訴裁判所はダンチの上告を却下した。ダンチは雇用主だった4つの病院から民事訴訟を提起されている。

## 収監
ダンチは、テキサス州犯罪司法局番号02139003番として、ハンツビル郊外にあるO.B.エリス刑務所に収監されている。判決前にダラス郡留置所にいた日数を考慮した場合でも、彼は2045年7月まで仮釈放を申請できない。その時点で生存していた場合、彼は74歳となっている。

## 反応
ダンチの有罪は先例を作ったとされ、アメリカの歴史上において、医師が医療行為に従事するなかでの行為に対して刑事責任を認められた初めての事件であると考えられている。ダラス郡検察局は、「外科手術中に悪い行動をした医師に対する訴追として、歴史的な事件である」としている。
弁護側証人の証言として、テキサス大学サウスウェスタンメディカルセンターの神経外科の責任者であるカルロス・バグリーは、「患者がここまでひどい状態に置かれるのはシステム全体の機能不全によるものでしかない」とした。ダンチの弁護側に立った外科医の権威によれば、「ダンチ医師を生み出すに至った環境はまだ存在している、したがって、また新しい事例が出てくる可能性はある」とした。

## 言及
Wondery MediaはDr. Deathという名前のポッドキャストシリーズにて、第1シーズンの全10話にわたりダンチの事件を取り上げた。
ポッドキャストを原案とする8話のテレビミニシリーズドクター・デスが制作され、Peacockにて2021年7月15日からストリーミングで配信された。ダンチ役としてジョシュア・ジャクソン、ロバート・ヘンダーソン役にアレック・ボールドウィン、ランダル・カービー役としてクリスチャン・スレイター、ミシェル・シュガート役としてアナソフィア・ロブが出演した。補完となるドキュメンタリーとして、Dr. Death: The Undoctored Storyが2021年7月29日にPeacockで公開され、ダンチの患者や同僚、ヘンダーソン、カービー、シュガートへのインタビューが取り上げられている。このダンチュのエピソードは日本では「ドクター・デス 死を呼ぶ医者 シーズン1」としてAmazon Prime VideoとApple TVにて配信されていた。
2019年、ダンチはLicense to Killという、Oxygenによる罪を犯した医療従事者に関するシリーズの初回の題材となった。ダンチの事件は、2021年にAmerican GreedというシリーズのThe Real Dr. Deathというエピソードでも取り上げられた。